# Leptogenys arcuata
Leptogenys arcuata är en myrart som beskrevs av Julius Roger 1861. Leptogenys arcuata ingår i släktet Leptogenys och familjen myror.

## Underarter
Arten delas in i följande underarter:
- L. a. arcuata
- L. a. deletangi

## Bildgalleri

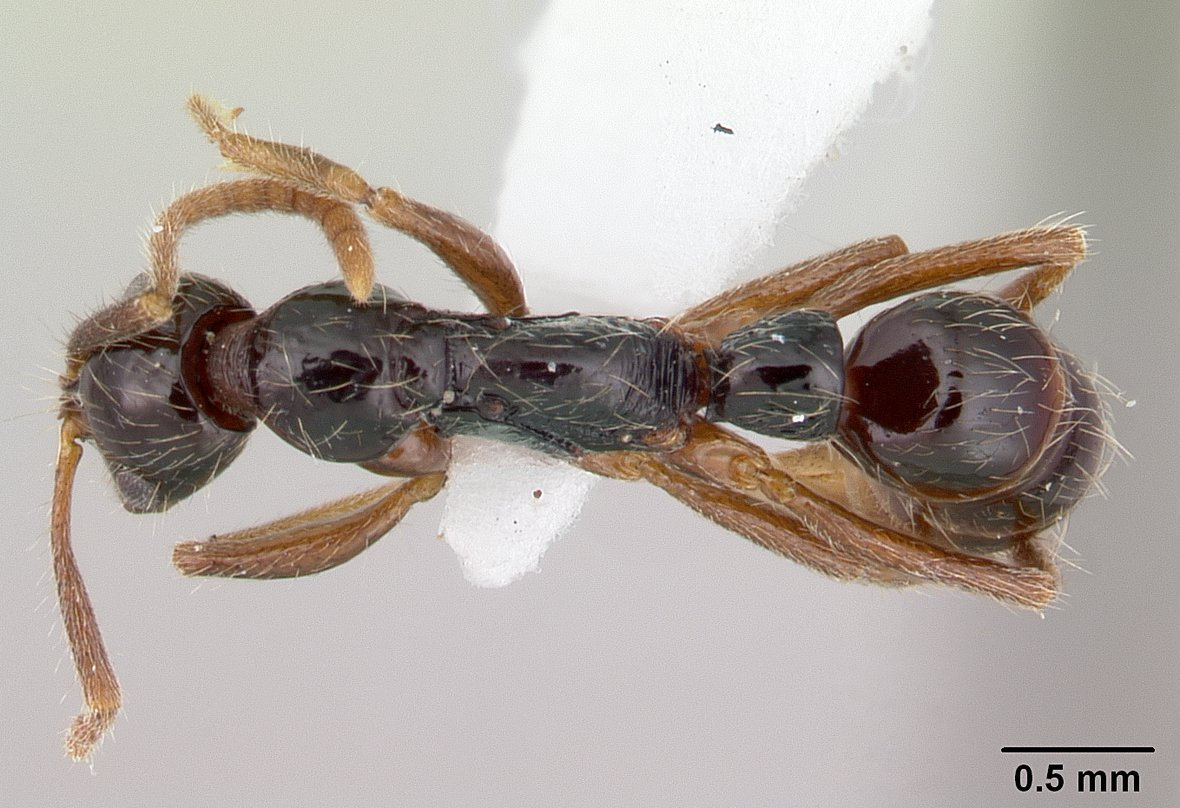
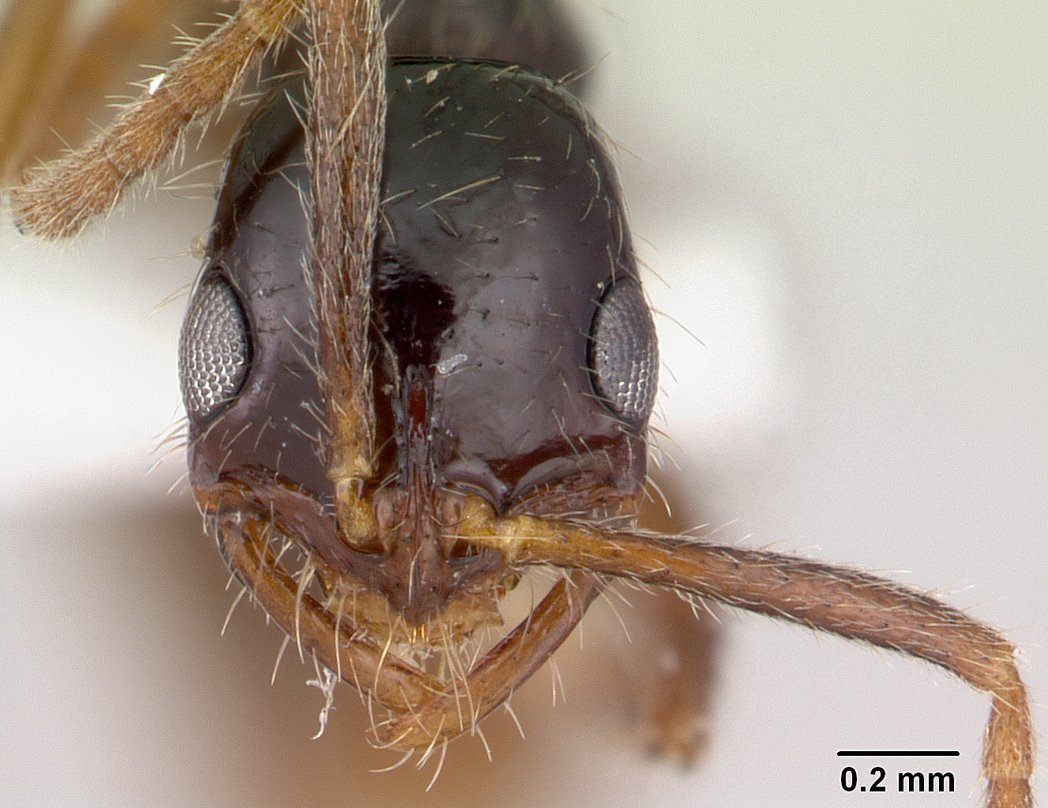
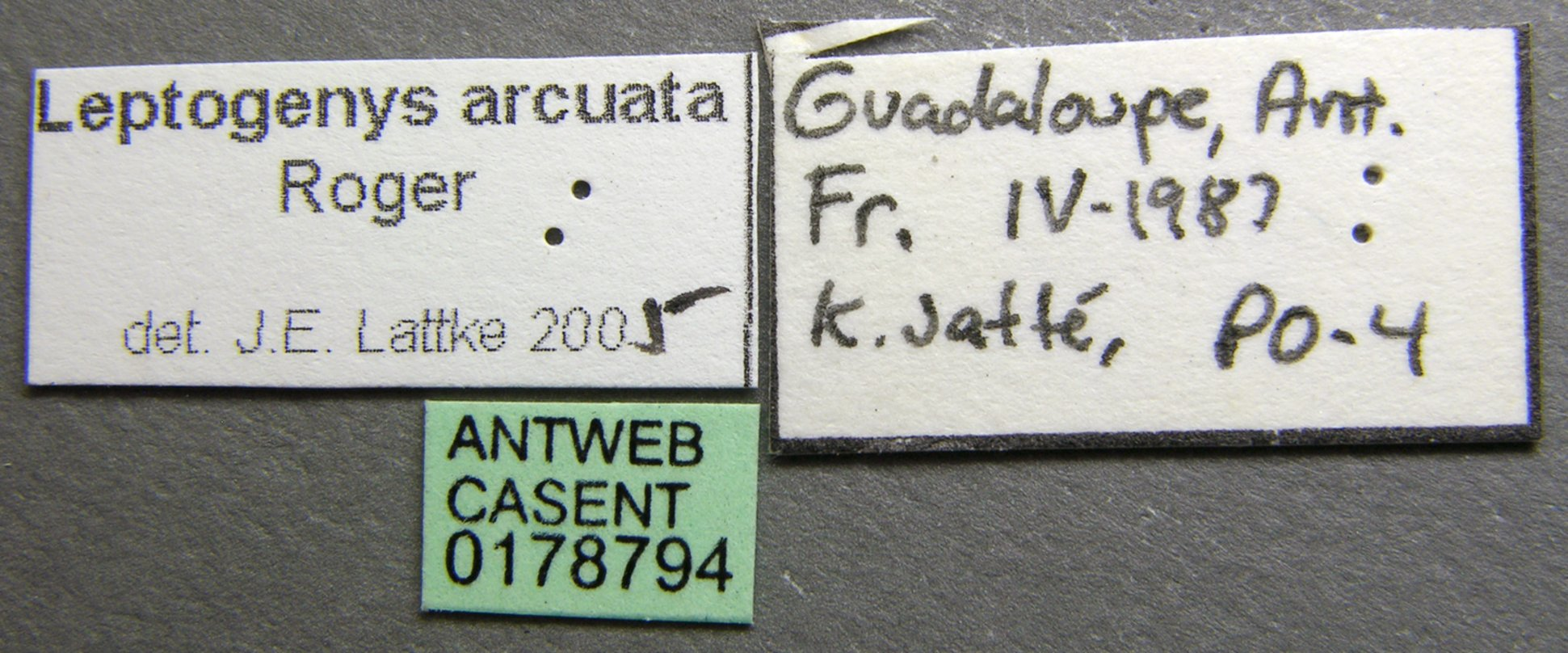
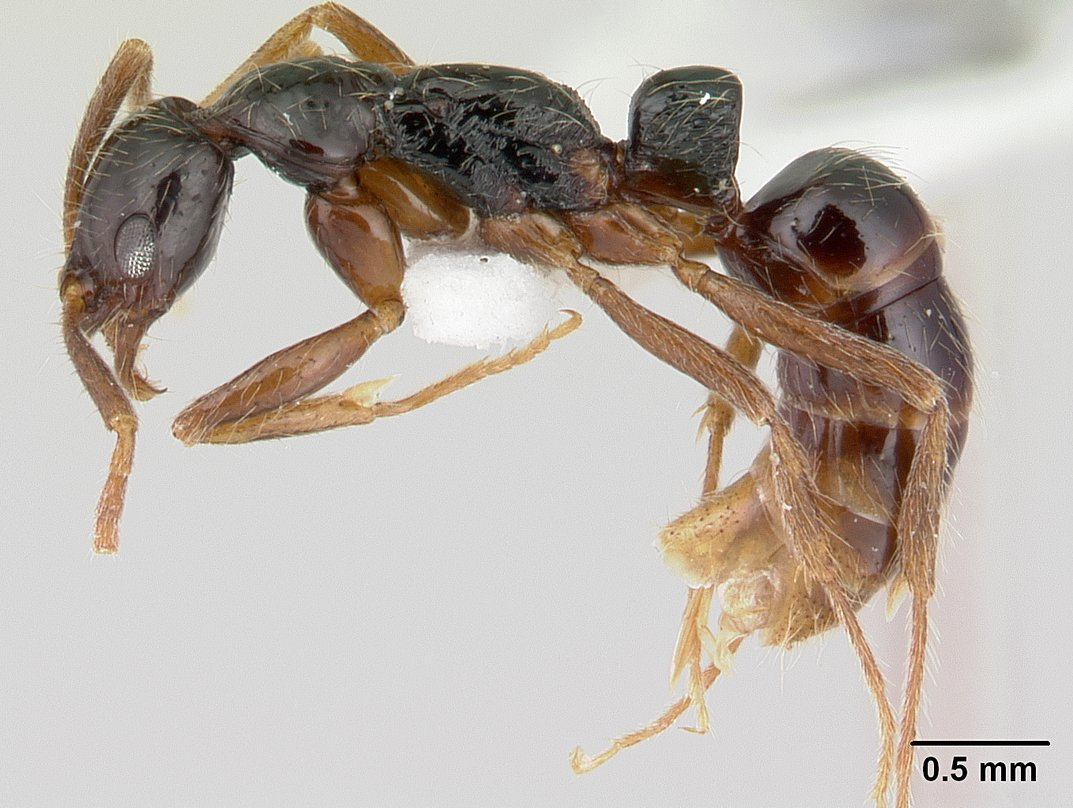